# Henrik 3., tysk-romersk kejser
Henrik 3., ( 28. oktober 1017 – 5. oktober 1056) var tysk konge fra 1039 til 1056 og tysk-romersk kejser fra 1046 til 1056.

## Biografi
Henrik var søn af Kejser Konrad 2. og Gisela af Schwaben. Han blev kronet som sin fars medkonge i Domkirken i Aachen i 1028 og blev enekonge ved farens død i 1039.
På synoden i Sutri i december 1046 satte Henrik punktum for et bittert skisma indenfor pavedømmet og afsatte Pave Gregor 6., Benedict 9. og Silvester 3.. Han indsatte i stedet Clemens 2. på pavestolen; denne kronede Henrik til kejser juledag 1046 i Peterskirken i Rom. 
Henrik 3. indsatte fire tyskere til paver: Clemens 2. (1046-1047), Damasus 2. (1048), Leo 9. (1049-1054) og Viktor 2. (1055-1057).
Kejser Henrik 3. døde 38 år gammel i 1056. Han blev efterfulgt som tysk konge af sin søn Henrik 4., der allerede i 1053 var blevet kronet som sin fars medkonge.